# General Ortiz Ávila
General Ortiz Ávila är en ort i Mexiko.   Den ligger i kommunen Champotón och delstaten Campeche, i den östra delen av landet, 900 km öster om huvudstaden Mexico City. General Ortiz Ávila ligger 20 meter över havet och antalet invånare är 507.
Terrängen runt General Ortiz Ávila är platt. Runt General Ortiz Ávila är det glesbefolkat, med 11 invånare per kvadratkilometer. Närmaste större samhälle är Xbacab, 3,0 km söder om General Ortiz Ávila. I omgivningarna runt General Ortiz Ávila växer i huvudsak lövfällande lövskog.